# Žlutava
Žlutava es una localidad del distrito de Zlín en la región de Zlín, República Checa, con una población estimada en 2021 de 1204 habitantes. 
Se encuentra ubicada en el centro-este de la región, al sureste de Praga, cerca de la orilla del río Morava —un afluente izquierdo del Danubio— y de la frontera con Eslovaquia.